# 黒澤良彦
黒澤 良彦（くろさわ よしひこ、1921年 - 2001年2月27日）は、日本の昆虫学者。

## 人物
東京生まれ。父が米沢高等工業学校教授だったため米沢で育つ。山形高等学校、九州帝国大学で江崎悌三に師事。日本の天然記念物であるヤンバルテナガコガネを新種として記載した。

## 年譜
- 1943年 山形高等学校卒、九州帝国大学理学部動物学教室研究補助員。
- 1951年　国立科学博物館職員。
- 国立科学博物館動物研究部長
- 1954年　甲虫談話会（日本鞘翅学会の前身）を設立。代表世話人となる。
- 1962年　九州大学 農学博士 「樺太、日本、琉球列島及び小笠原諸島産タマムシ科の研究 」。[2]
- 1986年　定年退官。
- 1990年　日本鞘翅学会の名誉会員となる。
- 2001年死去[1]

## 著書
- 『昆虫の図鑑』野村健一・中山周平共著、講談社の学習大図鑑、1958年。
- 『世界の蝶 原色図鑑』中原和郎共著、北隆館、1958年。
- 『原色昆虫百科図鑑』日高敏隆共編、小学館、1967年。